# Mossley
Mossley – miasto w Anglii, w hrabstwie ceremonialnym Wielki Manchester, w dystrykcie metropolitalnym Tameside. Leży 14 km na północny wschód od centrum miasta Manchester. W 2001 miasto liczyło 9856 mieszkańców.